# سو فاولر
سو فاولر (بالإنجليزية: Sue Fuller)‏ هي نحّاتة أمريكية، ولدت في 11 أغسطس 1914 في بيتسبرغ في الولايات المتحدة، وتوفيت في 19 أبريل 2006 في ساوثهامبتون ‏ في الولايات المتحدة.